# スペイン広場 (マドリード)

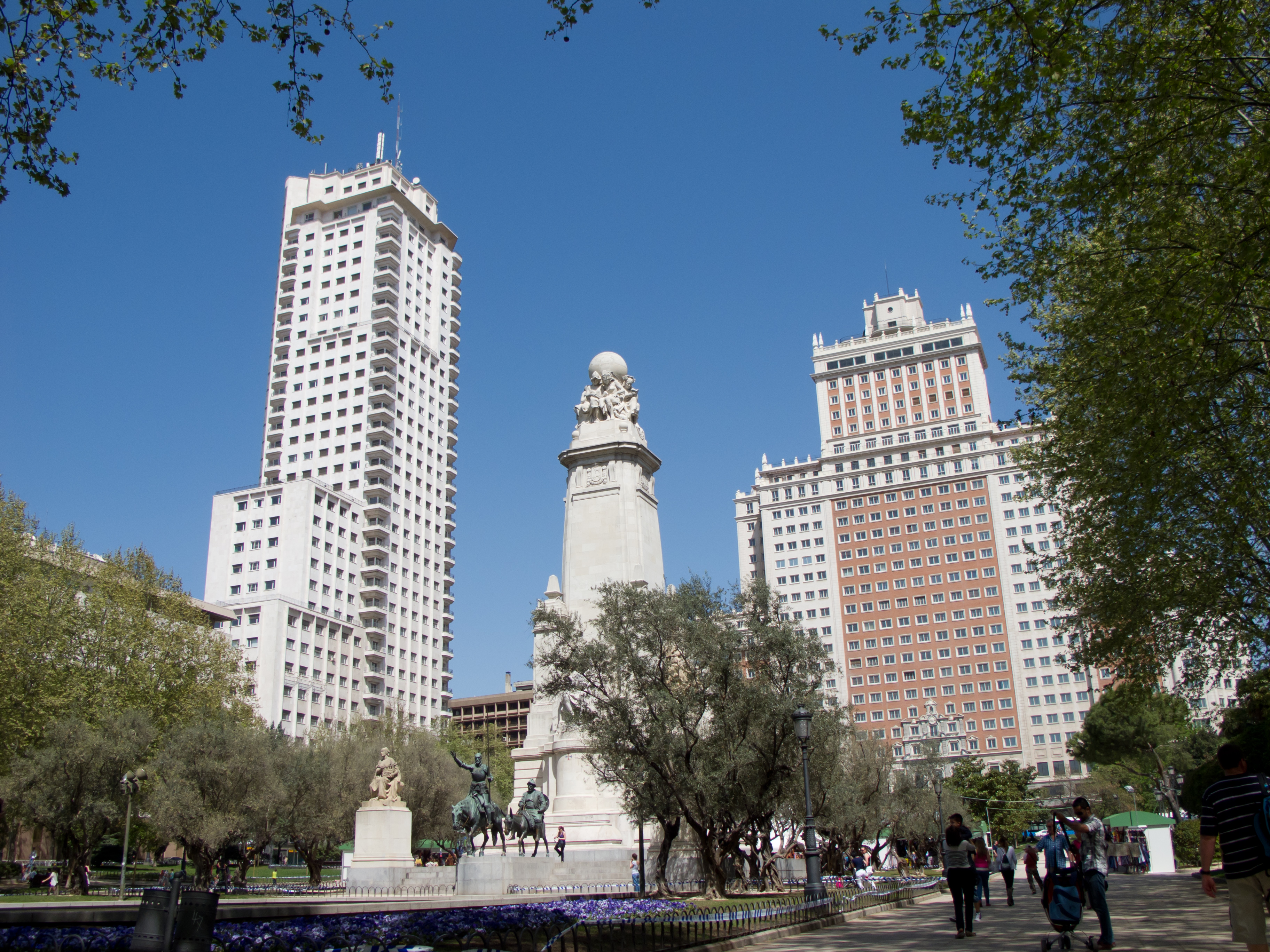
スペイン広場

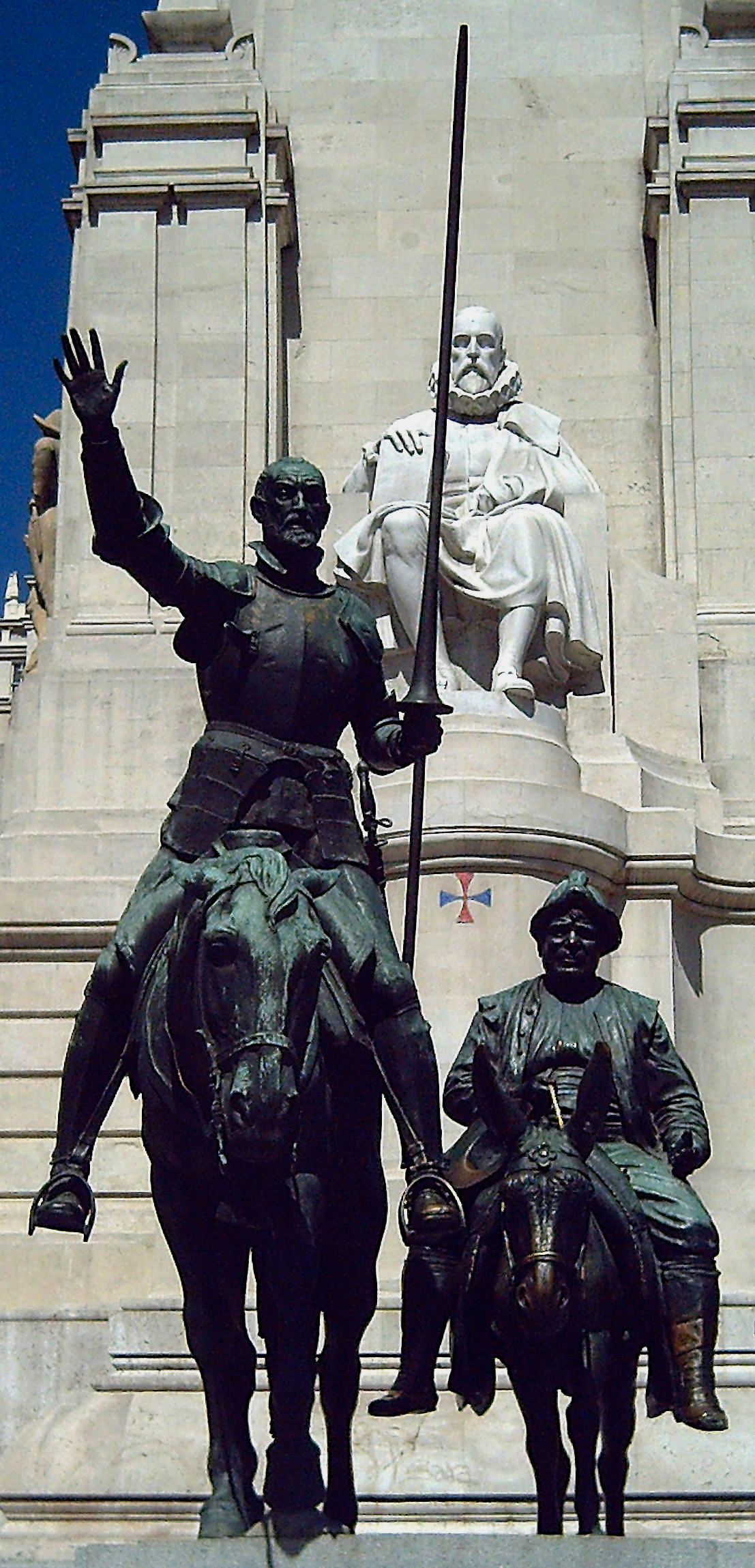
ドンキホーテとサンチョ・パンサの像

スペイン広場（スペインひろば、スペイン語: Plaza de España）は、マドリードのセントロにある広場。グラン・ビア（en:Gran Vía）の西、王宮の北に位置し、人気のある観光スポットとなっている。「ドンキホーテとサンチョ・パンサの像」などセルバンテスを記念した像がいくつも建てられている。

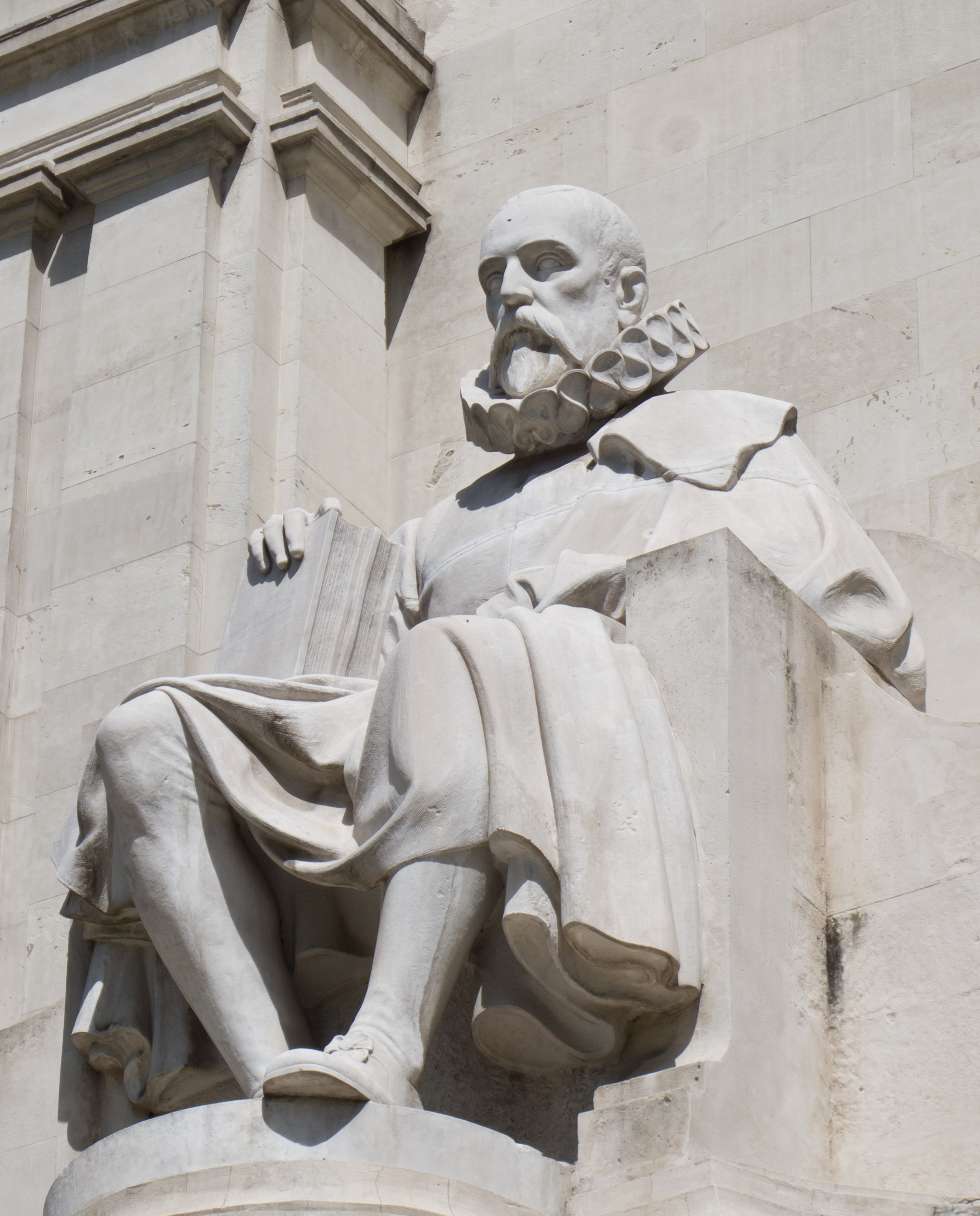
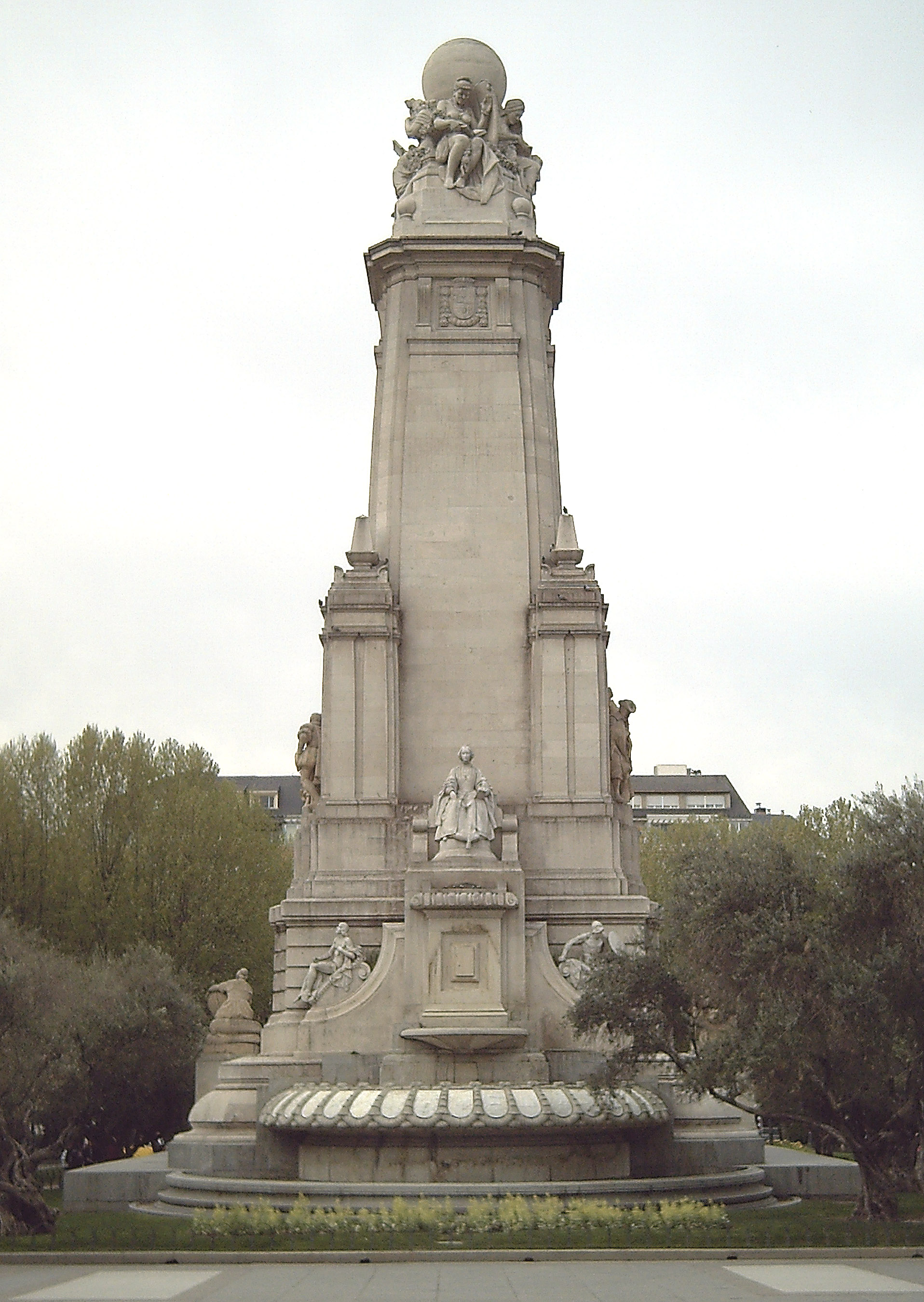
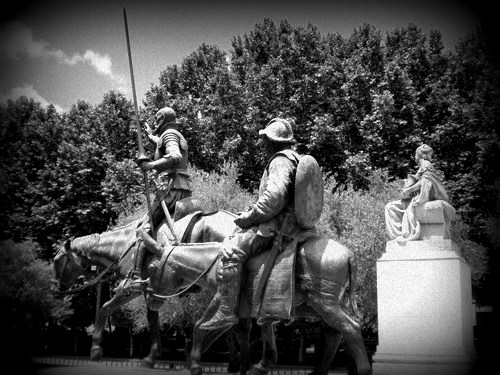
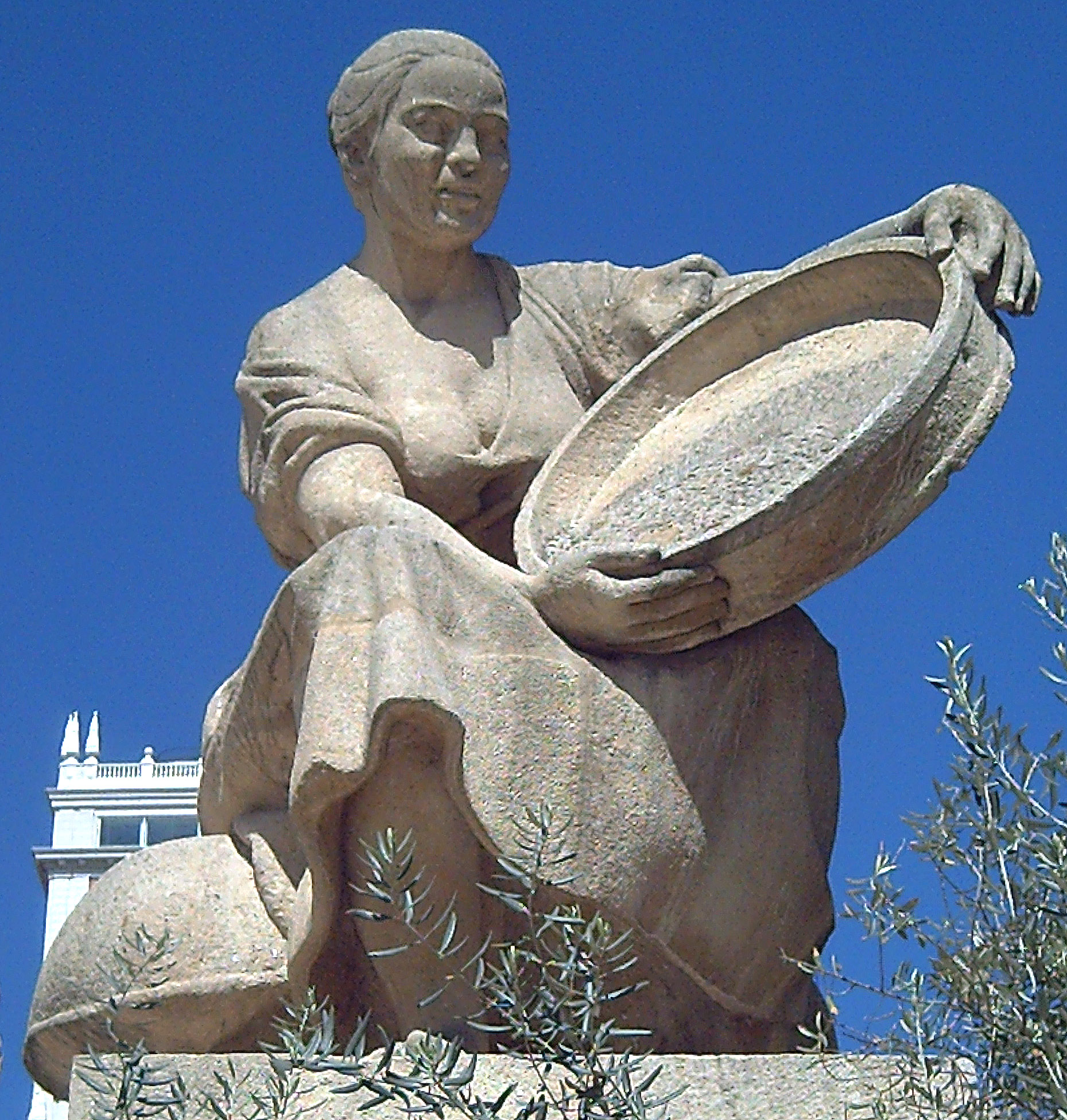
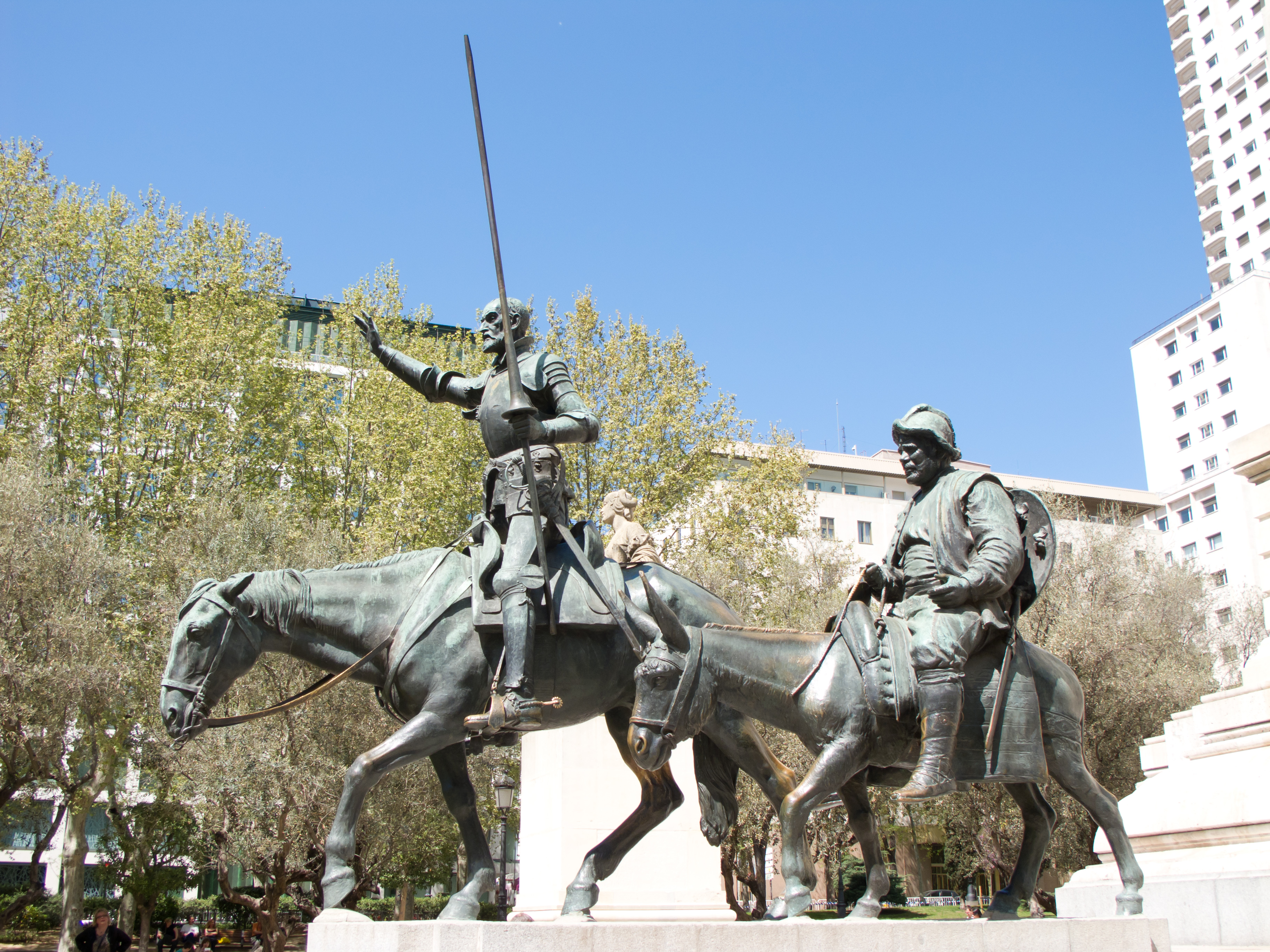
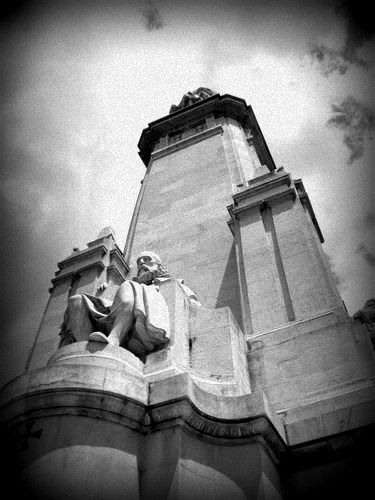